# Beck-Angst-Inventar
Das Beck-Angst-Inventar (BAI) ist ein Selbstbeurteilungsfragebogen zur Bestimmung der Schwere von Angststörungen. Dabei sind aber keine Aussagen über spezifische Ängste möglich. Das Besondere an diesem Fragebogen ist, dass bei der Konstruktion darauf geachtet wurde, dass er wenig mit den Ergebnissen von Depressionsfragebögen übereinstimmt (diskriminante Validität). Er bietet somit eine zusätzliche Information. Er kann in der Normalbevölkerung und in klinischen Stichproben eingesetzt werden.
Der Fragebogen ist als Screening für Ängste geeignet, wobei berücksichtigt werden muss, dass vor allem Symptome einer Panikstörung abgebildet werden, während andere Angststörungen zu wenig erfasst werden. Der Fragebogen wurde ursprünglich unter dem Titel Beck Anxiety Inventory von Aaron T. Beck im Jahr 1988 veröffentlicht. Die deutsche Übersetzung stammt von Jürgen Margraf und Anke Ehlers aus dem Jahr 2007. Er besteht aus 21 Fragen mit Antwortmöglichkeiten zwischen 0 und 3. Dementsprechend kann die Summe über alle Fagen zwischen 0 und 63 liegen. Es sollen Symptome in der vergangenen Woche beurteilt werden. Die Fragen wurden aufgrund der im DSM-IV genannten Symptome der Panikstörung und der Generalisierten Angststörung entwickelt. Es werden sowohl kognitive als auch körperliche Aspekte der Angst erfragt. Die Bearbeitungszeit wird auf 5 bis 10 Minuten geschätzt. Für die deutsche Fassung gebe es Normen bereits ab 12 Jahren.